# Quinta del lobo

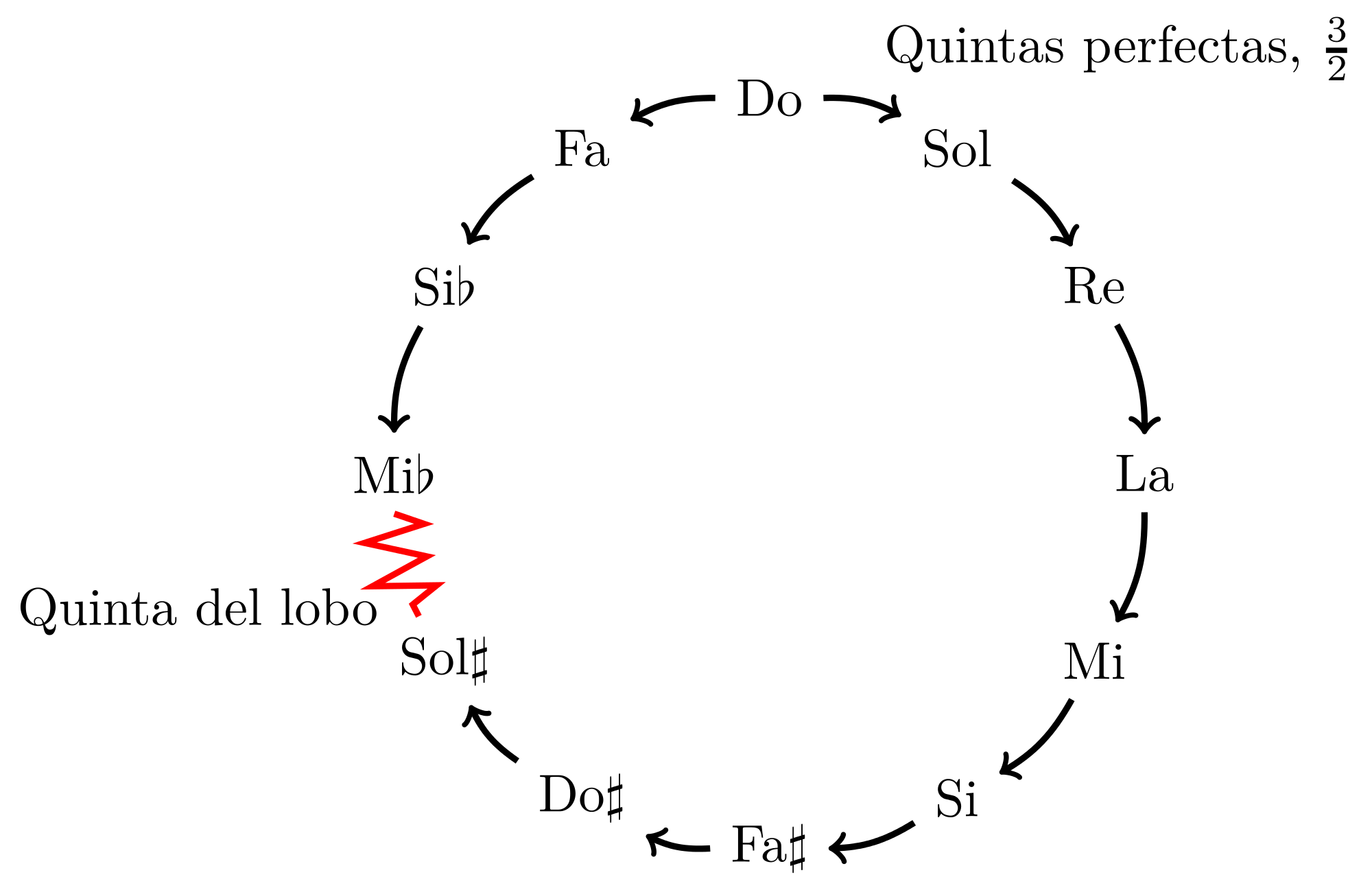
Círculo de quintas pitagórico que muestra la quinta del lobo.

En acústica musical, la quinta del lobo es una quinta distinta a las demás que aparece en el círculo de quintas como consecuencia de que doce quintas no igualan a siete octavas. Esto es (3/2)^12=129.7463; (2)^7=128.  Si las quintas generadoras del círculo son perfectas, la quinta del lobo es menor que la quinta perfecta. Si algunas quintas están reducidas, la quinta del lobo crece y llega a ser mayor que la quinta perfecta.
En el sistema de Pitágoras, donde once de las quintas son puras de relación 3:2, la quinta del lobo es igual a siete octavas menos once quintas puras, unos 678,5 cents. La diferencia entre la quinta del lobo pitagórica y las quintas puras (de 702 cents) es igual a la diferencia entre doce quintas puras y siete octavas; a esta diferencia, de unos 23,5 cents, se le llama coma pitagórica.
Para alejar este intervalo (que es muy disonante y perturba la estabilidad tonal) de las notas más usuales en una amplia gama de tonalidades, su lugar más habitual está entre el sol # y el mi bemol.
En los sistemas de la "Justa entonación"; justo mayor y justo menor; algunas quintas de la parte "útil" del círculo son menores que las pitagóricas. Esto da lugar a una quinta del lobo que es más grande que la pitagórica. Concretamente; en el sistema justo mayor se reducen en una coma sintónica una de cada cuatro quintas, esto es, tres quintas en total. La quinta del lobo en este sistema resulta aumentada en estas tres comas, respecto a la quinta del lobo pitagórica.
Respectivamente, en el sistema justo menor donde se reduce una quinta de cada tres, la quinta del lobo es cuatro comas sintónicas más grande que en el sistema pitagórico. Esta quinta del lobo, de 764.5 cents, es tan grande que se acerca más a una sexta menor que a una quinta justa.
En los sistemas mesotónicos mayor (de un cuarto de coma) y menor (de un tercio de coma) en que la coma se distribuye a partes iguales entre las quintas, la quinta del lobo no varía respecto al correspondiente sistema justo de quintas desiguales.
En el modelo del círculo de quintas, donde los intervalos musicales están representados por líneas secantes que cortan el círculo uniendo dos puntos del círculo, estos intervalos pueden recorrer un sector del círculo que comprenda un número mayor o menor de quintas, donde una de ellas puede ser la quinta del lobo; sin embargo, el intervalo se considera inaceptable por comprender entre sus quintas a una que es asimismo inaceptable por estar muy desviada de la quinta pura o pitagórica de relación 3:2.
Así pues, el problema de la quinta del lobo no es solamente que este intervalo en particular esté desviado, sino que cualquier intervalo que en su composición integre a esta quinta, estará desviado en igual medida.
Sin embargo, la desviación mencionada toma como referencia a los intervalos pitagóricos, no a los justos. Cuando se comparan los intervalos prohibidos en teoría (que atraviesan la quinta del lobo) con los justos, resulta que la reducción de algunos de estos intervalos en una coma los convierte en casi justos, concretamente las terceras mayores.
Por ejemplo, la tercera mayor pitagórica (o ditono) está desviada respecto de la tercera mayor justa en una coma sintónica (+22 cents); si una tercera mayor comprende entre sus quintas a la quinta del lobo pitagórica (-24 cents), entonces la desviación se reduce a la pequeña diferencia entre las comas pitagórica y sintónica (-2 cents).
La compensación parcial de las desviaciones respecto de los intervalos justos a causa de la quinta del lobo pitagórica, funciona porque ésta es una quinta reducida. En cambio, en los sistemas justos (mayor y menor) y mesotónicos correspondientes no es posible realizar esta compensación porque la quinta del lobo está aumentada respecto a la quinta perfecta. Debido a ello, los intervalos que atraviesan la quinta del lobo en estos sistemas están aún más desviados de los intervalos puros que en el sistema pitagórico.